# Acentrogobius audax
Acentrogobius audax är en fiskart som beskrevs av Smith, 1959. Acentrogobius audax ingår i släktet Acentrogobius och familjen smörbultsfiskar. Inga underarter finns listade i Catalogue of Life.